# Аршеневский, Василий Кондратьевич
Василий Кондратьевич Аршене́вский (1758 или 1761 — 1808) — ординарный профессор чистой математики Московского университета.

## Биография
Начальное образование получил в Киеве, в 1774 году приехал в Москву и поступил в гимназию при Московском университете. В 1777 году получил звание студента московского университета, а в 1779 году стал семинаристом педагогической семинарии на пожертвование П. А. Демидова студентам, готовившихся к профессорской деятельности. В том же году стал преподавать арифметику в старшем классе университетской гимназии, а также исправлял должность переводчика с латинского и немецкого языков при конференции университета.
Масон, член московской ложи «Озирис», оратором в которой был М. М. Херасков.
В 1785 году получил степень магистра философии и свободных наук, а с 1788 года начал читать университетские лекции — по геометрии, тригонометрии и алгебре, потом — о конических сечениях; заменил умершего Д. С. Аничкова на кафедре математики. В 1789 году был назначен адъюнктом, а в 1795 году — экстраординарным профессором, и, наконец, в 1805 году стал ординарным профессором по кафедре чистой математики. Профессорская деятельность не препятствовала ему занимать должность эфора (помощника инспектора) гимназии, следящего за дисциплиной учеников. Эту должность Аршеневский занимал в конце 80-х и начале 90-х годов; по введении же нового устава в 1804 году он был избран советом университета в инспекторы университетской гимназии и казённокоштных студентов. Участвовал в открытии Ярославской гимназии, инспектировал училища в Смоленской и Тверской губерниях.
Большой заслугой Аршеневского стало введение в 1800—1801 годах в курс математики учения о кривых. Он первым стал читать в московском университете курс высшей математики (высшую геометрию).
Скончался 27 января (8 февраля) 1808 года после обильного горлового кровотечения. Погребён в Донском монастыре, возле М. М. Хераскова и князей Трубецких (участок 3). В его похоронах участвовало более 2000 коллег, воспитанников гимназии и университета. В 1800 году умерли его дочери: 9 апреля — Ольга, четырёх лет и 9 июля — Елена, восьми лет; были похоронены на Ваганьковском кладбище. 
Математических трудов он никаких не оставил; напечатаны только две речи его, произнесенные им в публичных собраниях Московского университета:
1. «О начале, связи и взаимном пособии математических наук и пользе оных» (30 июня 1794 г.)
2. «О связи чистой математики с физикою» (30 августа 1802 г.).

Его библиотека и бумаги сгорели в Москве в пожаре 1812 года.